# Henry Sherman Boutell

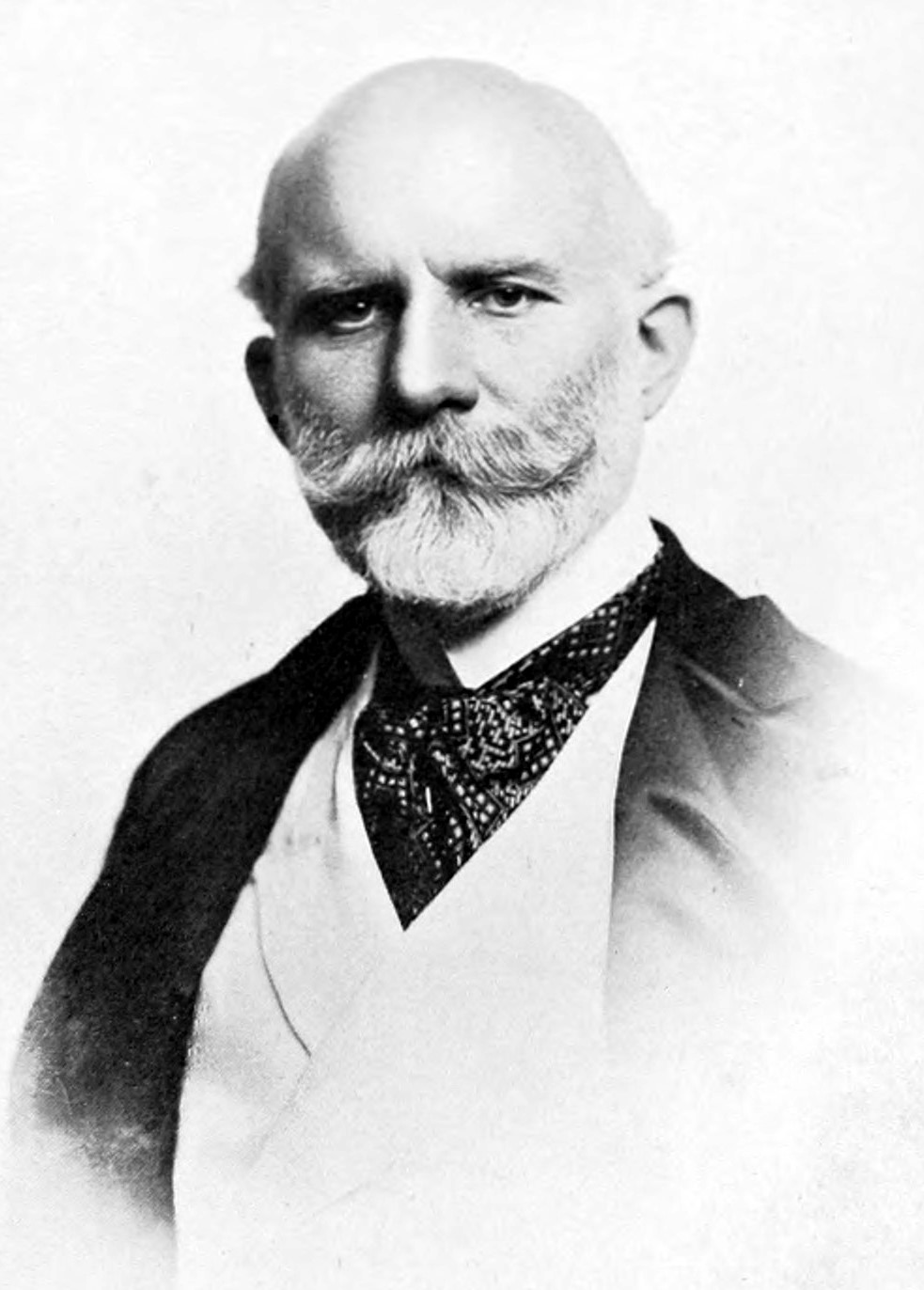
Henry Sherman Boutell

Henry Sherman Boutell (* 14. März 1856 in Boston, Massachusetts; † 11. März 1926 in Sanremo, Italien) war ein US-amerikanischer Politiker. Zwischen 1897 und 1911 vertrat er den Bundesstaat Illinois im US-Repräsentantenhaus.

## Werdegang
Henry Boutell war ein Ururenkel von US-Senator Roger Sherman (1721–1793) und ein Großneffe von Außenminister William M. Evarts (1818–1901). Im Jahr 1863 kam er nach Chicago, wo er eine klassische Schulausbildung erhielt. Bis 1874 studierte Boutell an der Northwestern University in Evanston und danach bis 1876 an der Harvard University. Nach einem anschließenden Jurastudium und seiner 1879 erfolgten Zulassung als Rechtsanwalt begann er in Chicago in diesem Beruf zu arbeiten. Gleichzeitig schlug er als Mitglied der Republikanischen Partei eine politische Laufbahn ein. In den Jahren 1884 und 1885 saß er als Abgeordneter im Repräsentantenhaus von Illinois.
Nach dem Tod des Abgeordneten Edward D. Cooke wurde Boutell bei der fälligen Nachwahl für den sechsten Sitz von Illinois als dessen Nachfolger in das US-Repräsentantenhaus in Washington, D.C. gewählt, wo er am 23. November 1897 sein neues Mandat antrat. Nach sechs Wiederwahlen konnte er bis zum 3. März 1911 im Kongress verbleiben. Seit 1903 vertrat er dort den neunten Wahlbezirk seines Staates. In seine Zeit als Kongressabgeordneter fiel der Spanisch-Amerikanische Krieg von 1898. Von 1907 bis 1911 war er Vorsitzender des Ausschusses zur Kontrolle der Ausgaben des Marineministeriums. Im Juni 1908 nahm Boutell als Delegierter an der Republican National Convention in Chicago teil, auf der William Howard Taft als Präsidentschaftskandidat nominiert wurde. Zwischen 1899 und 1911 war er auch Kurator der Northwestern University. 1910 wurde er nicht mehr in den Kongress gewählt.
Im Jahr 1911 wurde Henry Boutell als Nachfolger von Henry Gage zum amerikanischen Gesandten in Portugal ernannt. Dieses Amt trat er aber nicht an. Stattdessen übte er die Funktion zwischen 1911 und 1913 als Nachfolger von Laurits S. Swenson in der Schweiz aus. Von 1914 bis 1923 war Boutell Professor für Verfassungsrecht an der Georgetown University. Er starb am 11. Mai 1926 während einer Reise nach Italien.